# ペドミクロビウム属
ペドミクロビウム属（ーぞく、Pedomicrobium）は真正細菌プロテオバクテリア門アルファプロテオバクテリア綱ヒフォミクロビウム目ヒフォミクロビウム科の属の一つである。水道システムやバイオリアクターといった人工の水環境において発生するバイオフィルムで普遍的且つ優勢に見られる細菌である。水中のマンガン（Mn）イオンを酸化する能力を持つため、Mnに関連した汚水発生の主な原因であることが判明している。

## 形態

### 細胞
細胞は球形、楕円形、四面体、または棒形、洋ナシ形、豆形、または紡錘形である。大きさは0.4～2.0×0.4～2.5μmとされる。1個の細胞に5本以上のプロステーカ（一定の直径の細胞外伸長物（菌糸））が形成される。これらは直径0.15～0.3μmで、長さは培養条件によって異なる。少なくとも1本の菌糸は細胞側方に発生し、他の菌糸が細胞極またはその近傍に現れることもある。菌糸は分岐する。

### 増殖
増殖については主に菌糸先端の出芽によって行われ、局所的な膨張によって若い芽が形成され、菌糸の軸に対して垂直方向に伸び、母細胞の大きさまで成長する。発芽は全ての場合において菌糸の側方から発生する。1個の母細胞から同時に最大3個の芽が発生することがある。成熟した芽は、単鞭毛を持つ遊走細胞として菌糸から分離するか、母細胞に付着したままとなる。芽は局所的な菌糸の膨張により中間で発生する場合がある。ときには母細胞の直接の出芽や単一母細胞の分裂が観察されることもある。

### コロニー
固体培地では2つのタイプのどちらかのコロニーが発生する。タイプ1のコロニーは円形且つ凸状であり、ときに、異なる着色による同心円状のリングが見られる。触ると軟らかな粘度を示す。タイプ2のコロニーは円形且つ平坦であり、寒天培地の内部へ向かって下向きに生育し、寒天表面に浅く穴を開ける。端は均一または仮根状となる。コロニーの中心の細胞は溶解していることが多く、コロニーの外観は顆粒状となる。軟骨様の硬さを示し、そのままの状態で寒天から分離させることができる。どちらのタイプでも色は黄色がかった赤色から濃い茶色の間であり、コロニーの端は均一または仮根状となる。
固体培地上に再画線すると、両方のタイプのコロニーが生じる。新鮮な培地に定期的に移して培養すると、タイプ1が優勢となる傾向がある。

## 系統発生
16S rRNAシークエンシングにより、ペドミクロビウム属は真正細菌プロテオバクテリア門アルファプロテオバクテリア綱ヒフォミクロビウム目ヒフォミクロビウム科に属することが判明している。ヒフォミクロビウム科には当時20属があり(Williams et al., 1990)、その中で、ペドロミクロビウム属はヒフォミクロビウム属（Hyphomicrobium）とフィロミクロビウム属（Filomicrobium）に最も近縁である。
ペドミクロビウム属には、ペドミクロビウム・マンガニカム（Pedomicrobium manganicum）とペドミクロビウム・アメリカナム（Pedomicrobium americanum）に代表される、マンガンを酸化及び蓄積する3つの種を含み、一方でペドミクロビウム・フェルギネウムは鉄を酸化するがマンガンを酸化しない。

## 生態
ペドミクロビウム属は、陸上環境と水圏環境の両方で見出される出芽菌糸細菌である。繁殖様式は二形性でありその一方には非運動性の形態があり、これは物体表面に強く付着してバイオフィルムを形成する能力を持つ。付着状態の細胞は、水の流れによって継続的に固液界面に流入する栄養素と可溶性Mnイオンを利用する。バイオフィルム内のMn酸化細菌はMnの酸化速度を大幅に高めることが知られている。

## マンガンの酸化能

### マンガンの酸化機構
Mn酸化物と微生物の細胞表面との因果関係はよく知られている。ペドミクロビウム属菌種は酵素的にMnを酸化させ、酸化Mnは酸性の細胞外多糖上で沈澱することが示されている。Mn(II)酸化のメカニズムは、細胞表面電荷とイオン引力（クーロン力）によるMnイオンの吸着と、その後のMn酸化物への酵素的酸化反応の2段階で構成される。Mn酸化酵素が細胞膜の外側に配置されており、その酵素活性は銅を必要としていることが判明している。この酵素をコードする遺伝子は、4つの銅結合部位を持つマルチ銅酸化酵素の推定遺伝子であることが実験室的に示された。

### 生活への影響
Mnは水の二次汚染物質と考えられており、不快な味、臭気、変色、腐食、或いは泡立ちを引き起こす（Herman, 1996）。但し、水中のMnは必ずしも健康に直接的な悪影響を及ぼすわけではなく、実際、食事において低濃度のマンガンは人間の健康に不可欠である。
不溶性酸化物となると水の外観的品質を低下させるためMnは水道システムに於いて厄介な成分として扱われる。水道管の表面のバイオフィルムにMn酸化物が蓄積すると、それが剥がれ落ちて、マンガン関連の汚水の特徴である茶～黒の変色と濁度の増加を引き起こす可能性がある。Mn由来の沈殿物は水の味や外観の悪化の原因となり、一般的に洗濯物、ポーセレン、食器、調理器具、プールに影響を与える。